# Ivan Baran
Ivan Baran (16. listopadu 1996) je chorvatský spisovatel. Je autorem epické fantasy tetralogie Cyklus Černých Knih a filozofických románů Samuel Gide, Gospodin August a Veliki pad. Žije a píše ve Vukovaru v Chorvatsku.

## Život
Ivan Baran se narodil 16. listopadu 1996 v Záhřebu. Jeho otec byl veteránem chorvatské války za nezávislost, sloužil ve 204. vukovarské brigádě v bitvě o Vukovar a byl válečným zajatcem ve věznici Sremska Mitrovica v Srbsku. Jeho rodiče se rozvedli v roce 1999, poté Baran spolu se svými dvěma bratry strávil čtyři a půl roku ve dvou dětských domovech, které opustil v sedmi letech. Od roku 2005 žil ve Vukovaru se svým otcem, dokud ten nezemřel.

## Tvorba
Baran začal psát svůj debutový román s názvem Enzolart v létě 2009, jako dvanáctiletý. Dokončil ho v roce 2012, ve stejném roce, kdy zemřel jeho otec.
Jako patnáctiletý v roce 2012 Baran Enzolart zredigoval a připravil k vydání. Na jaře 2014 byl Enzolart vydán jako první kniha epické fantasy série Cyklus Černých Knih.
Druhá kniha Cyklu Černých Knih, nazvaná Mord Dur'agemski, byla vydána jako e-kniha ve dvou částech, Mord Dur'agemski, první část v roce 2015 a Mord Dur'agemski, druhá část v roce 2016.
V roce 2018 Baran vydal svůj první filozofický román s názvem Samuel Gide. Samuel Gide se dostal do semifinále soutěže VBZ o nejlepší nevydaný román za rok 2017.
Díla Mord Dur'agemski, první část a Mord Dur'agemski, druhá část byla vydána tiskem v roce 2019. Téhož roku Baran působil jako redaktor knihy Druga derivacija chorvatského autora Kristijana Miriće. V roce 2019 byl úryvek ze Samuela Gidea publikován ve sborníku 14. vukovarski zbornik Matice Hrvatske, který vydala Matica Hrvatska.
V roce 2021 Baran vydal Tame Hil'guma, třetí knihu Cyklu Černých Knih, a svůj druhý filozofický román Gospodin August. Téhož roku byl námětem dokumentárního filmu Dobri duhovi Vukovara.
Jeho sedmá kniha, filozofický román Velký pád, vyšla v roce 2024.

## Multimédia
V roce 2025, po vydání druhého vydání své knihy Enzolart, vydal Baran stejnojmenný krátký film. Enzolart je 37minutový animovaný film s vyprávěním z knihy Enzolart. Jeho první dvě promítání se konala ve Vukovaru a Velké Mlace.
Téhož roku, ve spolupráci s chorvatským producentem videoher Digital Gods, Baran oznámil vývoj ARPG videohry Enzolart. Rané záběry z hraní videohry byly promítány společně s filmem Enzolart.

## Film
| Rok   | Název                 | Role   | Typ                   | Poznámky  |
| ----- | --------------------- | ------ | --------------------- | --------- |
| 2021. | Dobri duhovi Vukovara | On sám | Dokumentární film     |           |
| 2025. | Enzolart              | Hlas   | Krátký animovaný film | Producent |